# Rushall (Norfolk)
Rushall è un piccolo villaggio e sino al 1935 parrocchia civile della contea del Norfolk a nord di Brockdish e Scole nell'Est dell'Inghilterra, Regno Unito.

## Geografia
Il territorio appartiene alla grande parrocchia civile di Dickleburgh e Rushall che si trova vicino al confine con il Suffolk. Si trova a nord di Brockdish e Scole. La strada romana Pye forma parte del confine orientale della parrocchia.

## Storia
Rushall è stato parrocchia indipendente sino al 1935 quando è stata unita a Dickleburgh per formare la nuova parrocchia civile di Dickleburgh e Rushall. Dickleburgh e Rushall sono menzionati nel Domesday Book. Il nome Rushall ha origini in inglese antico il che suggerisce che ci sia stata un'occupazione qui sin dal periodo sassone. Rushall significa angolo di terra. La prima parte della parola è probabilmente un nome di persona. L'archeologia della parrocchia include prove significative dell'uso preistorico e romano del paesaggio insieme a interessanti siti medievali con fossati e edifici più moderni. La prima prova di attività nel territorio è un'ascia mesolitica recuperata durante lo sviluppo della tangenziale di Dickleburgh. Le escursioni nei campi prima del progetto hanno anche recuperato diverse altre selci lavorate preistoriche e schegge di selce neolitiche. È stata anche recuperata ceramica dell'età del ferro.

## Monumenti e luoghi d'interesse
Nel territorio di Rushall sono presenti diversi edifici e luoghi d'interesse, tra questi:
- Chiesa della Vergine Maria. Si tratta di una piccola chiesa di campagna anglicana risalente al XII secolo che all'inizio del XVIII secolo era registrata come in rovina e quindi il restauro del 1870 fu considerevole. La chiesa era stata sostanzialmente ricostruita nel XV secolo e si pensava che la porta fosse una sopravvivenza di quel periodo, decorata con fiori e monogrammi. Sul lato nord del presbiterio c'è una porta bloccata che un tempo conduceva a una cappella dedicata alla Trinità. La chiesa appartiene alla diocesi anglicana di Norwich e dal 7 dicembre 1959 è considerata un monumento classificato di prima categoria.[4][5][6]